# Ляхс, Манфред
Манфред Ляхс (пол. Manfred Lachs; 21 апреля 1914[…], Станиславов, Королевство Галиции и Лодомерии, Австро-Венгрия — 14 января 1993[…], Гаага) — польский дипломат и юрист, член-корреспондент Польской академии наук. Председатель Международного суда ООН с 1973 по 1979 год.

## Биография
Из еврейской семьи, сын адвоката Игнацы (пол. Ignacy Lachs) и его жены Зофьи (пол. Zofia Hamerski). Окончил Ягеллонский университет в Кракове, где в 1937 году получил степень доктора наук в области международного права, после чего устроился в Консульскую академию Вены и Лондонскую школу экономики.
Во время Второй мировой войны был секретарём Игнация Шварцбарта, одного из двух еврейских представителей в Национальном Совете польского правительства в изгнании; оставшиеся в Польше родственники Ляхса были убиты в Холокосте, и послевоенные усилия юриста были направлены на привлечение к ответственности нацистских преступников.
Манфред Ляхс принимал активное участие в работе внешнеполитического ведомства Польши. На Парижской мирной конференции 1946 года Ляхс входил в официальную делегацию от Польши. После этого он являлся постоянным членом польской делегации на сессиях Генеральной Ассамблеи ООН. С 1947 по 1960 год занимал должность директора Департамента международных договоров, а с 1960 по 1967 год был специальным советником премьер-министра Польши Юзефа Циранкевича.
Некоторое время занимал разные должности в Лондонской школе экономики и политических наук.
С 1958 года — профессор международного права Варшавского университета. Был первым председателем юридического подкомитета Комитета ООН по использованию космического пространства в мирных целях (1959—1967). В 1968 году избран членом Международного суда ООН и исполнял функции судьи вплоть до конца жизни. Вошёл в историю как член Международного суда ООН, обладающий таким статусом 26 лет. Также, в период с 1973 по 1976 год, являлся Председателем Международного Суда ООН.

## Публикации Манфреда Ляхса
Немалое наследие оставил Ляхс и в науке международного права. К основным его трудам в этой области можно отнести:
- «Военные преступления» (1945)
- «Индокитайские соглашения 1955» (1956)
- «Польско-германская граница. Право, жизнь и логика истории» (1964)
- «Западные границы Польши» (1967)